# 翁江培
翁江培（1938年12月24日—1991年1月13日），香港著名會計師、安永會計師事務所前高級合夥人，藝人伍詠薇的亡夫。

## 生平
翁江培家中有三兄一姊，1952年小學畢業時曾獲救恩書院取錄，1959年以新法書院學生身份報考英文中學會考，於同年英文中學會考中考獲中文、英文以及地理科「良」等成績。他曾結過四次婚，但四次婚姻均未能留下一兒半女。他於加拿大就讀麥基爾大學時曾與一名法國女子結婚。後來在溫哥華創業時又與另一名美國女子結婚。大約1970年，翁江培在容永道會計師行工作時與已故歌手鄧麗君相識,但鄧當年接受日本寶麗多邀請, 遠赴日本發展, 此段緣分遂告終。 直至1974年，他與伍秀芳結婚。二人的婚姻維持了十二年，於1986年離婚。1989年，他在一個由《Cosmopolitan》雜誌舉辦的迪斯可周年派對上認識了比他年輕三十一歲的演員伍詠薇。二人認識了一年半便於1990年12月結婚。不過，在他們新婚13日之後，即1991年1月12日，翁江培在深圳因心臟病發被送院搶救，延至1月13日凌晨十二點三十分因心肌梗塞症逝。其新婚妻子伍詠薇變成遺孀。在其身故後，伍詠薇曾一度成為傳媒焦點，指其貪錢剋夫，並且獲得翁氏將近一億七千萬的遺產。然而事實是伍氏當年一直欠債，收入為負數。她並未被翁氏一家的親戚所接納，又未能取得任何遺產。直至2000年，伍氏分得其中的九百萬。

## 軼聞
- 翁江培曾鼓勵伍詠薇參加亞洲小姐，又伍氏表示雖然與他相處的日子只有一年半，但那些都是愉快美好的日子。[7]